# Gustav Scherbaum

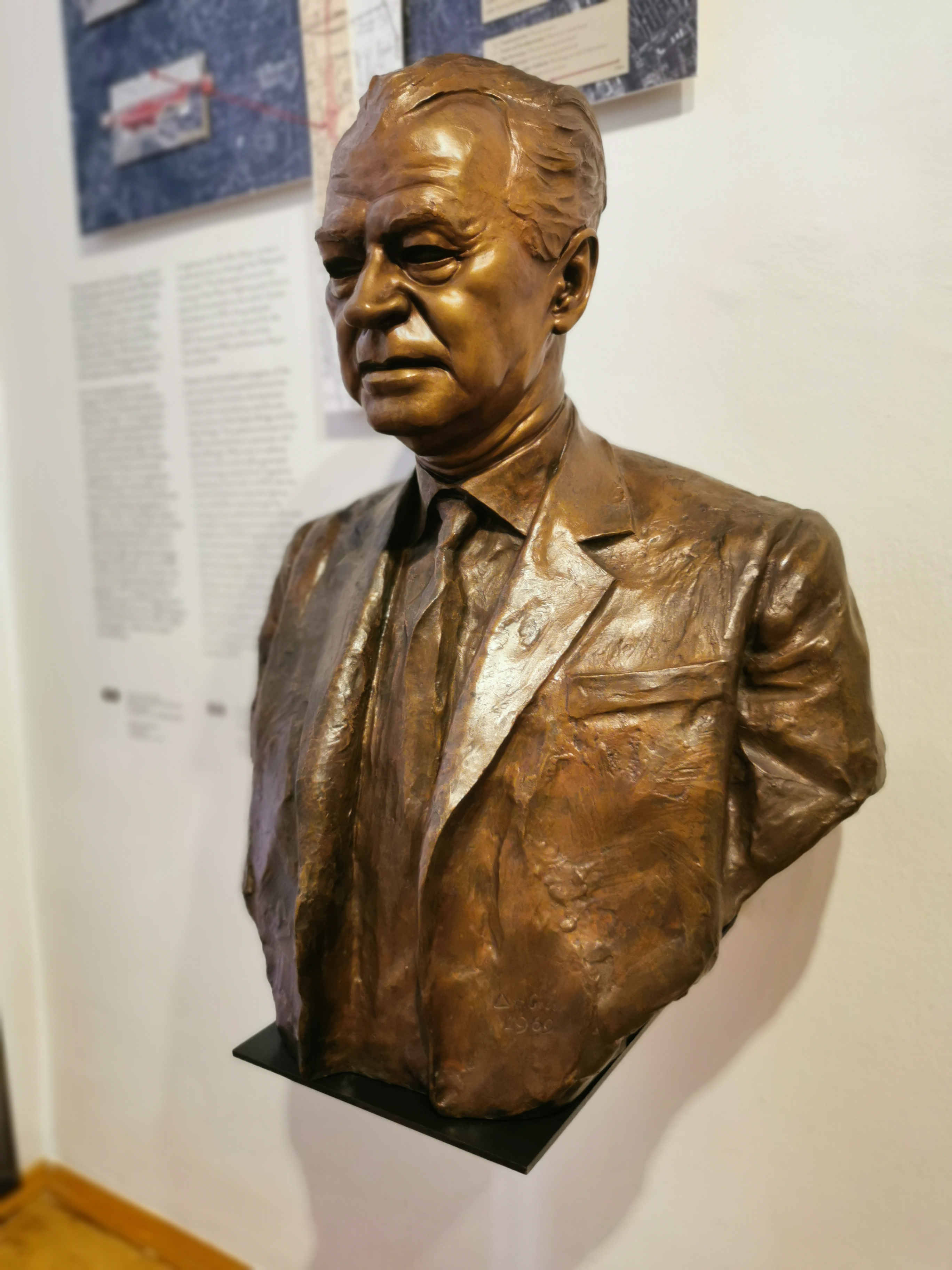
Bürgermeister Gustav Scherbaum. Bronzebüste von Gustinus Ambrosi

Gustav Scherbaum (* 26. Juli 1906 in Wien; † 10. Mai 1991) war ein österreichischer Politiker und vom 9. Februar 1960 bis zum 24. April 1973 Bürgermeister von Graz.

## Leben
Auf Vermittlung durch das Arbeitsamt Wien kam Scherbaum 1930 zur Hutfabrik Josef Pichler & Söhne als Färbereitechniker in die Hauptstadt der Steiermark und studierte an der Grazer Technischen Hochschule Chemie (Abschluss 1940 mit Diplomingenieur). Scherbaum blieb auch nach dem Krieg in Graz, wurde 1946 mit Planungsarbeiten für das neue Wasserwerk betraut und schließlich stellvertretender Leiter des Grazer Gaswerks.
Politisch engagierte sich Scherbaum auf Seiten der SPÖ. 1953 wurde er Stadtrat und 1960 als Nachfolger des in den Ruhestand tretenden Eduard Speck zum Bürgermeister gewählt. Scherbaums politische Laufbahn war lange Zeit erfolgreich, er regierte mit absoluter Mehrheit. Als die Frage der Trassenführung der Pyhrnautobahn durch Graz virulent wurde, und eine Bürgerinitiative gegen die „Zerschneidung“ des Bezirks Eggenberg protestierte, übernahmen die kommunale FPÖ und später auch die ÖVP deren Standpunkt, Scherbaum allerdings vertrat die ursprünglich aus technischen Gründen anvisierte Trasse und ließ die Unterschriften eines Volksbegehrens gegen die Eggenberger Trasse vom Magistrat überprüfen.
Dabei stellte sich zwar heraus, dass in der Tat etwa ein Drittel der Unterschriften von nicht Berechtigten stammten, die Empörung über diese Kontrollaktion aber war so groß, dass Scherbaums Partei bei der Gemeinderatswahl vom 25. Februar 1973 gravierende Verluste erlitt, und sich die Wahlgewinner FPÖ und ÖVP auf Alexander Götz als Bürgermeister einigten. Gustav Scherbaum wurde so, kurz vor Felix Slavik in Wien, zum Opfer einer Welle des Bürgerunmuts gegen die technokratische Politik der 1960er-Jahre.
Der persönlich hoch angesehene Kommunalpolitiker wurde am 2. Februar 1974 Ehrenbürger der Stadt Graz. Scherbaum war auch jahrzehntelang einer der führenden Schachspieler der Steiermark.

## Auszeichnungen
- 1964: Ehrensenator der Universität Graz
- Ehrenring des Landes Steiermark
- 1991 Ehrenbürger von Graz

## Publikationen
- Erinnerungen eines Grazer Bürgermeisters. Verlag Styria, Graz 1985, ISBN 3-222-11656-3.